# حدود إسرائيل

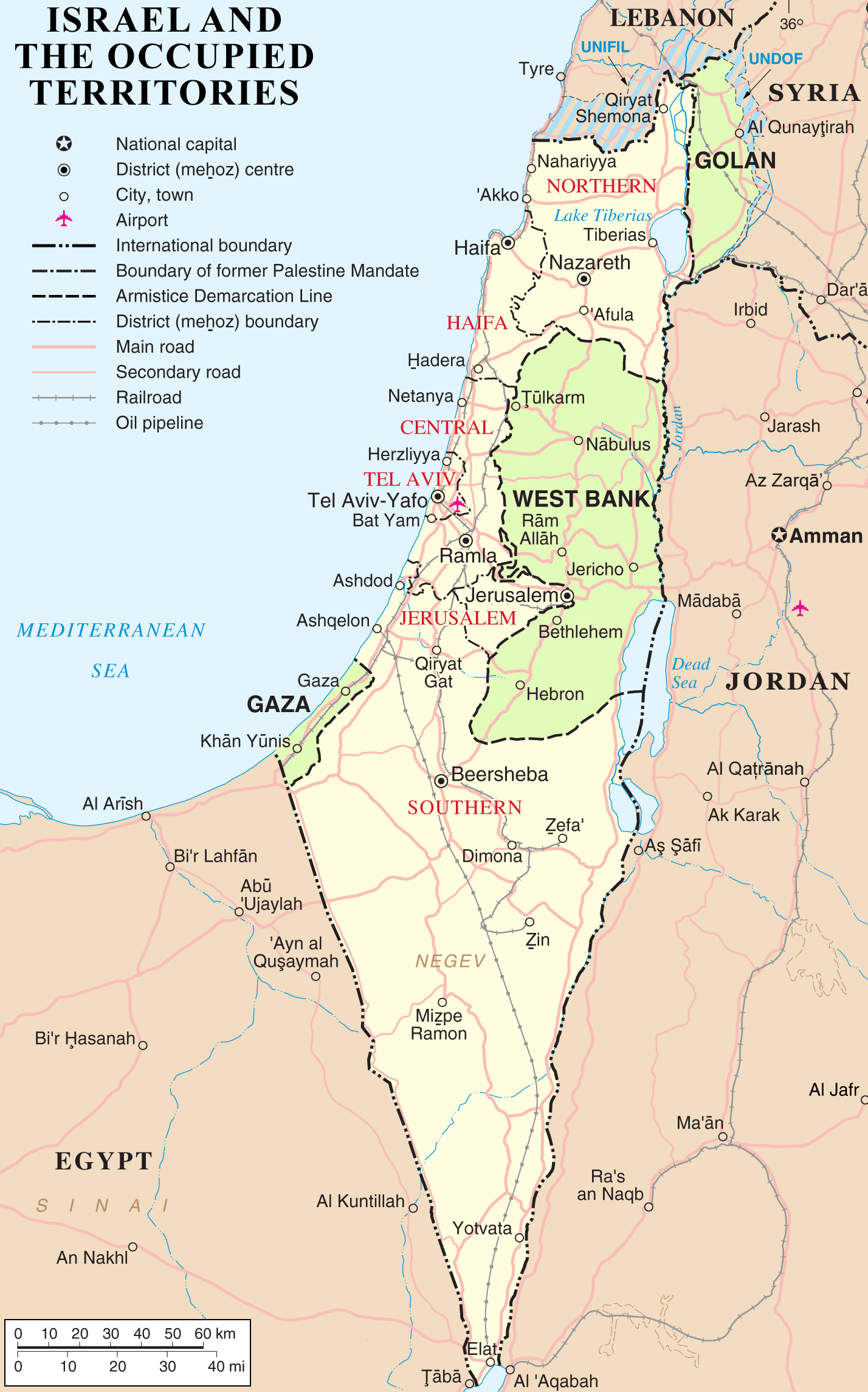
حدود إسرائيل

حدود إسرائيل هي حدود دولة إسرائيل. تغيرت الحدود من وقت لآخر مع التطورات في الوضع العسكري والدبلوماسي لإسرائيل. ووفقاً لتفسيرات الخط الأخضر، تحد لبنان في الشمال، مرتفعات الجولان و‌سوريا في الشمال الشرقي، الضفة الغربية و‌الأردن في الشرق، قطاع غزة و‌مصر في الجنوب الغربي. الحدود مع مصر هي الحدود الدولية التي رسمت في عام 1906 بين بريطانيا و‌الدولة العثمانية. وتستند الحدود مع لبنان وسوريا والأردن إلى تلك التي وضعتها المملكة المتحدة وفرنسا تحسباً لهزيمة الإمبراطورية العثمانية في الحرب العالمية الأولى وتقاسم تركة الإمبراطورية العثمانية فيما بينهم. يشار إليها باسم حدود اتفاق بوليه–نيوكومب عام 1923، وهي حدود فلسطين الانتدابية تحديداً، التي تم التوصل إليها في عام 1923. حدود إسرائيل مع مصر والأردن تم الاعتراف بها وتأكيدها رسيماً كجزء من معاهدات السلام مع تلك البلدان، ومع لبنان كجزء من اتفاقيات الهدنة عام 1949. واعتباراً من عام 2002، لا تزال الحدود مع سوريا و‌السلطة الوطنية الفلسطينية محل نزاع.

## الانتداب البريطاني

### خط سايكس بيكو

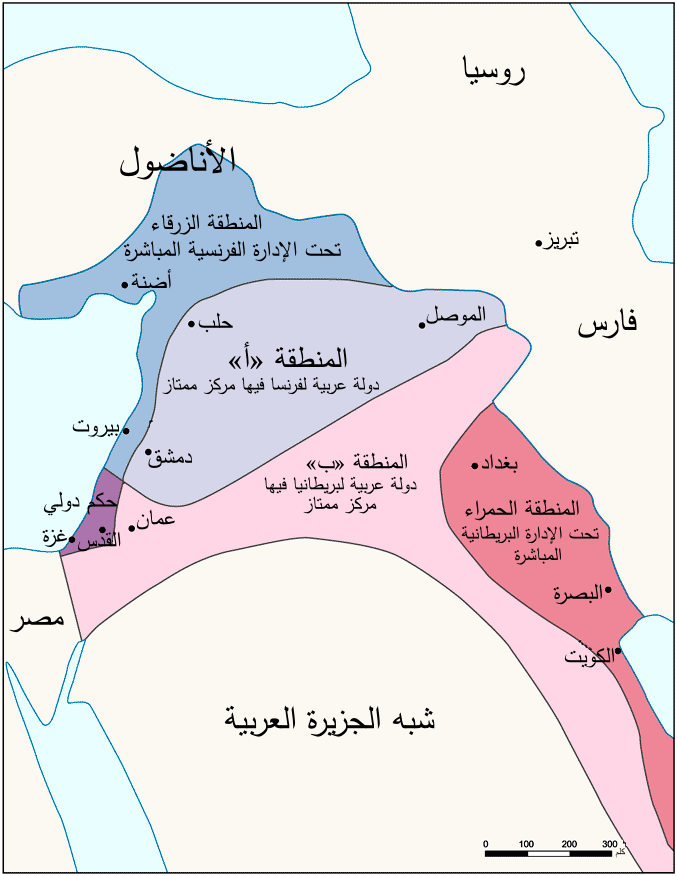
مناطق النفوذ والسيطرة الفرنسية والبريطانية المقترحة في اتفاقية سايكس بيكو

اتفاقية سايكس بيكو لعام 1916 قسمت أراضي الدولة العثمانية في الشرق الأوسط بشكل سري بين مجالات النفوذ البريطانية والفرنسية. واتفقا على أن توضع «فلسطين» تحت «إدارة دولية».

تم تنقيح هذه الاتفاقية من قبل بريطانيا وفرنسا في عام 1919. واتفق على أن تكون فلسطين و‌ولاية الموصل في العراق الحديث جزءاً من المجال البريطاني مقابل الدعم البريطاني للنفوذ الفرنسي في سوريا ولبنان. وفقاً للمؤرخ إيلان بابيه،
«إن حدود فلسطين الانتدابية، التي رسمت لأول مرة في اتفاقية سايكس بيكو، وضع لها شكلها النهائي خلال مفاوضات طويلة وشاقة أجراها المسؤولون البريطانيون والفرنسيون بين عامي 1919 و1922 ... في أكتوبر 1919 تصور البريطانيين المنطقة التي هي اليوم في جنوب لبنان وغالبية جنوبي سوريا باعتبارها جزءاً من فلسطين الانتدابية البريطانية... في الشرق، كانت الأمور أكثر تعقيداً...فقد كان [شرق الأردن] جزءاً من ولاية دمشق العثمانية التي خصصت في اتفاقية سايكس-بيكو للفرنسيين.»
 في مؤتمر سان ريمو (19–26 أبريل 1920) منح المجلس الأعلى للحلفاء انتدابات فلسطين وبلاد الرافدين لبريطانيا دون تحديد دقيق لحدود الأراضي المنتدبة. على الرغم من أن جزءاً من الأراضي شرق نهر الأردن كانت جزءاً من الوحدة الإدارية السورية في عهد العثمانيين، إلا أنها استبعدت من الانتداب الفرنسي في مؤتمر سان ريمو، «بحجة أنها كانت جزءاً من فلسطين.» هذا ما نصت عليه المادة 25 الواردة في اتفاقية 1920، التي أتاحت الفرصة لاحقاً أمام احتمال استبعاد أراضي شرق الأردن من تصريح بلفور.

### اتفاق بوليه–نيوكومب
اتفاق بوليه–نيوكومب، وهي سلسلة من الاتفاقيات بين عامي 1920–23، احتوت على المبادئ المتعلقة بالحدود بين انتدابي فلسطين وبلاد الرافدين الذين خصصا لبريطانيا العظمى، وانتداب سوريا ولبنان، الذي منح لفرنسا.
تم تعريف الحدود الفاصلة بين الانتدابين البريطانية والفرنسية القادمين بعبارات عامة. وضع هذا الاتفاق الجزء الأكبر لمرتفعات الجولان في المجال الفرنسي. أنشئت المعاهدة أيضًا لجنة مشتركة لتسوية الحدود وتعليمها على أرض الواقع. وقدمت اللجنة تقريرها النهائي في 3 فبراير 1922، وقد وافقت عليها الحكومتين البريطانية والفرنسية مع بعض التحفظات في 7 مارس 1923، قبل عدة أشهر من تولي بريطانيا وفرنسا مسؤولياتهم الانتدابية في 29 سبتمبر 1923. تماشياً مع العملية نفسها، نقلت قطعة قريبة من الأرض شملت الموقع القديم لدان من سوريا إلى فلسطين أوائل عام 1924. وبهذه الطريقة أصبحت مرتفعات الجولان جزء من الانتداب الفرنسي على سوريا. وعندما انتهى الانتداب الفرنسي على سوريا في عام 1944، بقيت مرتفعات الجولان جزءاً من الدولة السورية المستقلة حديثاً.

### شرق الأردن
في مارس 1921، زار سكرتير الشؤون الاستعمارية ونستون تشرشل القدس وبعد حديث مع الأمير عبد الله، اتفق على أن هدف الوطن القومي اليهودي لأراضي الانتداب الفلسطيني المقترح لن ينطبق على أراضي الانتداب الواقعة شرق نهر الأردن. وبالتوافق مع هذا الاتفاق، ذكر وثيقة تشرشل البيضاء في 3 يونيو 1922، صراحة أن ""شروط تصريح بلفور أشارت إلى عدم التفكير بأن فلسطين كلها يجب تحويلها إلى وطن قومي يهودي، ولكن ينبغي أن يقوم هكذا وطن 'في فلسطين'."
في يونيو 1922، أقرت عصبة الأمم انتداب فلسطين، ليدخل حيز التنفيذ تلقائياً عندما يتم تسوية نزاع بين فرنسا وإيطاليا حول انتداب سوريا. كما ذكر الانتداب أن بريطانيا يمكن أن ’تأجل أو حجب‘ تطبيق الأحكام المعنية 'الوطن القومي اليهودي' في الأرض شرق نهر الأردن، المسماة آنذاك شرق الأردن. في سبتمبر 1922، قدمت الحكومة البريطانية مذكرة إلى عصبة الأمم، تفيد بأن شرق الأردن ستستبعد من جميع الأحكام المتعلقة بالاستيطان اليهودي، وتمت الموافقة على هذه المذكرة في 23 سبتمبر. تم حل النزاع الفرنسي/الإيطالي في 29 سبتمبر 1923، ودخل كلا الانتدابين حيز النفاذ في ذلك التاريخ.
أدارت بريطانيا الجزء غرب نهر الأردن تحت اسم فلسطين، والجزء شرق نهر الأردن تحت اسم شرق الأردن، على أن تكون الحدود هي نهر الأردن. شكلت فلسطين 23% من أراضي الانتداب وشكل شرق الأردن 77%. من الناحية الفنية كانا انتداب واحد ولكن معظم الوثائق الرسمية أشارت لهم كانتدابين منفصلين. وظل شرق الأردن تحت السيطرة البريطانية حتى عام 1946، عند حصوله على الاستقلال.

### نهاية الانتداب البريطاني
في 29 نوفمبر 1947، اعتمدت الجمعية العامة للأمم المتحدة قراراً يوصي باعتماد وتنفيذ خطة لتقسيم فلسطين إلى «دولتين مستقلتين عربية ويهودية» و«نظام دولي خاص لمدينة القدس» تديره الأمم المتحدة (القرار 181 (2)). أعلنت بريطانيا أن الانتداب سينتهي في 15 مايو 1948. في 14 مايو 1948، أعلن ديفيد بن غوريون، في حفل أقيم في تل أبيب، إقامة دولة يهودية في أرض إسرائيل، ستعرف باسم دولة إسرائيل.
قال إلياهو إبشتاين، عميل الحكومة المؤقتة لإسرائيل في رسالة وجهها للرئيس ترومان سعياً لنيل الاعتراف من الحكومة الأمريكية، أرسلت فور إعلان 14 مايو 1948، بأن دولة إسرائيل التي أعلنت كجمهورية مستقلة ضمن الحدود التي أقرتها الجمعية العامة للأمم المتحدة في قرارها المؤرخ في 29 نوفمبر 1947.

## الحدود مع لبنان

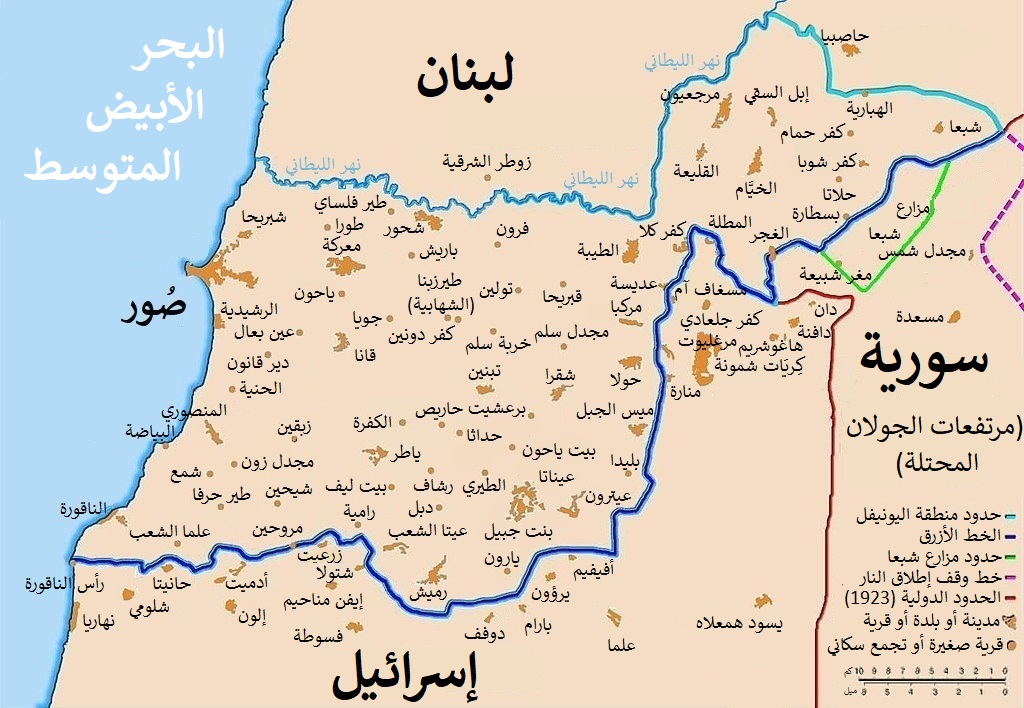
الخط الأزرق يشمل الحدود الإسرائيلية اللبنانية؛ وامتداد يشمل حدود لبنان ومرتفعات الجولان.

دعيت الأمم المتحدة في يونيو 2000 إلى تحديد الحدود اللبنانية لتقرير ما إذا كانت إسرائيل انسحبت تماماً من لبنان امتثالاً لقرار مجلس الأمن التابع للأمم المتحدة رقم 425. وبات هذا الخط يسمى الخط الأزرق. في الوقت نفسه، أن الأمم المتحدة لم تكن مضطرة للنظر في شرعية خط الحدود بين لبنان ومرتفعات الجولان التي تسيطر عليها إسرائيل، كما أن ذلك لم يكن مطلوباً من أجل قرار المجلس رقم 425. وبناء على ذلك،  لا يجب صراحة تسمية خط الهدنة الفاصل بين لبنان ومرتفعات الجولان التي تسيطر عليها إسرائيل بالخط الأزرق.
وكان الخط الأزرق، الذي كان على الأمم المتحدة أن تحدده هو خط انتشار الجيش الإسرائيلي قبل 14 مارس 1978، عندما غزت إسرائيل لبنان. كان هذا الخط في الواقع معترفاً به من قبل لبنان وإسرائيل كحدود دولية، وليس فقط كخط الهدنة الفاصل لعام 1949 (ما يسمى عادة الخط الأخضر) في أعقاب حرب 1948.

### الخلفية
في 14 مارس 1978، أطلقت إسرائيل عملية الليطاني، محتلة المنطقة جنوب نهر الليطاني، باستثناء صور. رداً على الغزو، أقر مجلس الأمن التابع للأمم المتحدة القرار رقم 425 والقرار رقم 426 داعياً إلى انسحاب القوات الإسرائيلية من لبنان. انسحبت القوات الإسرائيلية في وقت لاحق في عام 1978، ولكن سلمت مواقعها داخل لبنان إلى حليفها، جيش لبنان الجنوبي.
في 17 أبريل 2000، أعلنت إسرائيل أنها ستسحب قواتها من لبنان. ورفضت الحكومة اللبنانية المشاركة في تعليم الحدود. وبالتالي أجرت الأمم المتحدة دراسة استقصائية خاصة بها استناداً إلى الخط لأعراض قرار المجلس رقم 425، الذي دعا إلى «الاحترام الصارم لسلامة أراضي وسيادة واستقلال لبنان السياسي ضمن حدوده المعترف بها دولياً».
من 24 مايو إلى 7 يونيو 2000، استمع مبعوث الأمم المتحدة الخاص إلى وجهات النظر في إسرائيل ولبنان وسوريا. وعمل رسام خرائط الأمم المتحدة وفريقه، بمساعدة اليونيفيل، ميدانياً لتحديد خط يعتمد لأغراض عملية للتأكد من الانسحاب الإسرائيلي. في حين تم الاتفاق على أن هذا الأمر لن يكون ترسيم رسمي للحدود، فقد كان الهدف تحديد خط على الأرض عن كثب لمطابقة حدود لبنان المعترف بها دولياً، استناداً إلى أفضل الخرائط المتاحة وأدلة وثائقية أخرى. في 25 مايو 2000، أبلغت إسرائيل الأمين العام أنها أعادت قواتها امتثالاً لقرار المجلس رقم 425، وذلك إلى الحدود اللبنانية المتعرف بها دولياً. في 7 يونيو، أحال قائد قوة اليونيفيل الخريطة المنجزة التي تبين خط الانسحاب رسمياً إلى نظيريه اللبناني والإسرائيلي. وبغض النظر عن تحفظاتهم حول الخط، أكدت حكومتا إسرائيل ولبنان أن تحديد هذا الخط هو مسؤولية الأمم المتحدة وحدها وأنها ستحترم الخط كما حدد.
في 8 يونيو، بدأت فرق اليونيفيل أعمال التحقق من الانسحاب الإسرائيلي خلف الخط.

### الخط الأزرق
الخط الأزرق الذي حددته الأمم المتحدة في عام 2000 كحدود لبنان، من البحر الأبيض المتوسط إلى نهر الحاصباني، يقترب بشكل وثيق من الخط الأزرق المحدد بموجب اتفاق الهدنة عام 1949 بين لبنان وإسرائيل. المنطقة الواقعة شرق نهر الحاصباني، تعتبر جزءاً من سوريا ومدرجة ضمن مرتفعات الجولان.
وقع اتفاق الهدنة بين لبنان وإسرائيل في 23 مارس 1949. وكانت النقاط الرئيسية هي:
- شروط الاتفاق أملتها حصراً اعتبارات عسكرية
- وكان خط الهدنة (أي «الخط الأخضر») الحدود الدولية، والتي تتطابق مع الحدود الانتدابية لعام 1923 بين لبنان وفلسطين (انظر: معاهدة سيفر).
- وخلافا لاتفاقات الخط الأخضر الأخرى، فهو لا يحتوي على أي بند ينفي كون هذا الخط حدوداً دولية، وعومل بعد ذلك كما كان الحال سابقاً، كحدود دولية للبنان بحكم القانون.
- سحبت إسرائيل قواتها من 13 قرية في الأراضي اللبنانية، والتي احتلت أثناء الحرب.

في عام 1923، تم وضع 38 علامة حدودية على طول الحدود التي يبلغ طولها 49 ميلاً ونشر وصف مفصل. يختلف الخط الأزرق عام 2000 بحوالي نصف دزينة قصيرة من المسافات عن خط عام 1949، على الرغم من أنه لم يطول أبداً أكثر من 475 متراً.
بين عامي 1950 و1967، تمكن المساحين الإسرائيليين واللبنانيين من إكمال 25 كيلومتراً غير متجاور وتعليم (ولكن ليس التوقيع) ربع آخر من الحدود الدولية.
في 16 يونيو، أبلغ الأمين العام مجلس الأمن أن إسرائيل قد سحبت قواتها من لبنان وفقاً لقرار المجلس رقم 425 وأوفت بالمتطلبات المحددة في تقريره الصادر في 22 مايو 2000. سمي خط الانسحاب بالخط الأزرق في جميع الخطابات الرسمية في الأمم المتحدة منذ ذلك الحين.

## الحدود مع سوريا

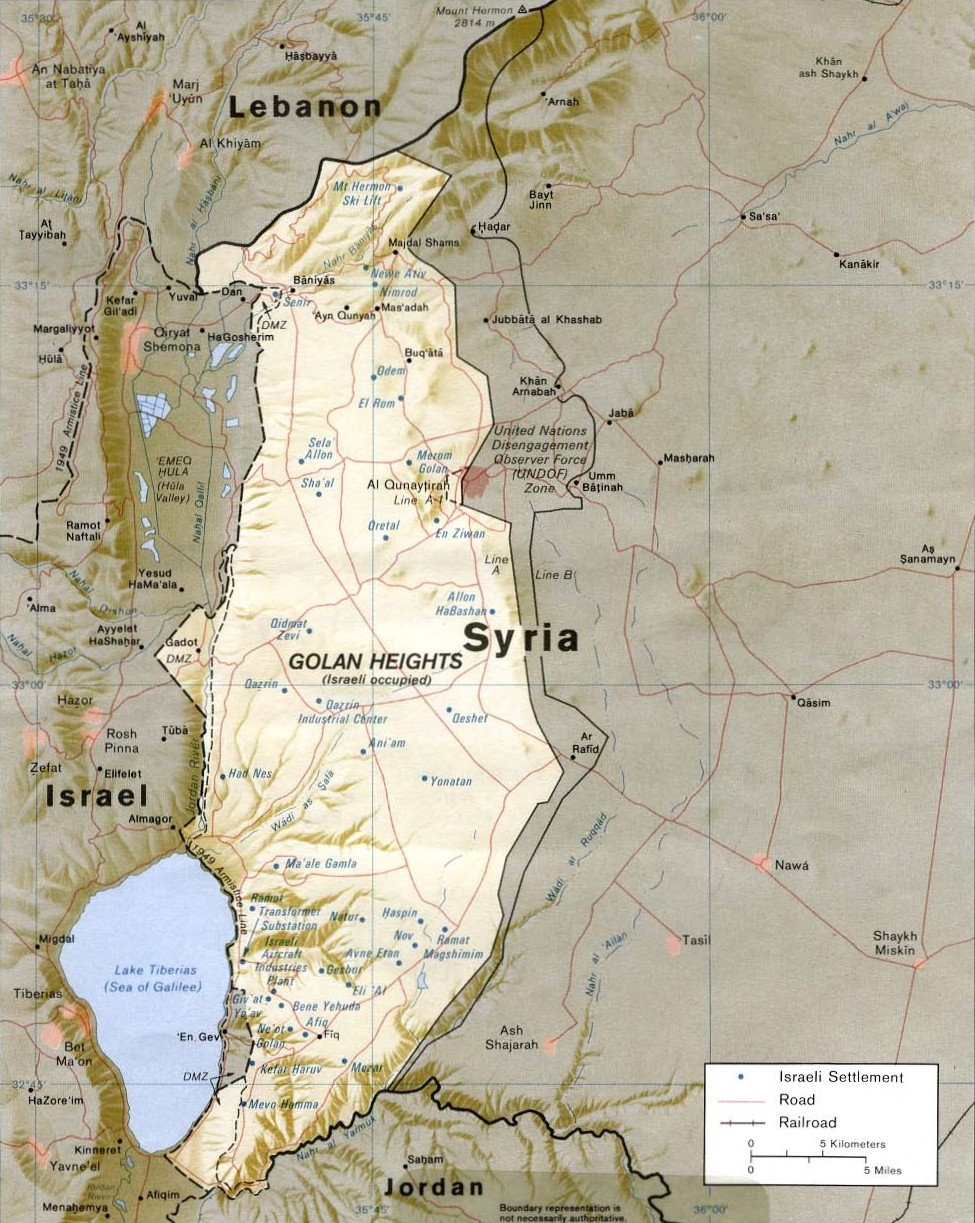
المواقع في الجولان باللون الأزرق هي مستوطنات إسرائيلية. المواقع في الجولان باللون الأسود هي قرى سورية. مناطق الجولان التي تحتلها إسرائيل ذات لون فاتح بينما تلك التي تحت السيطرة السورية باللون الرمادي.

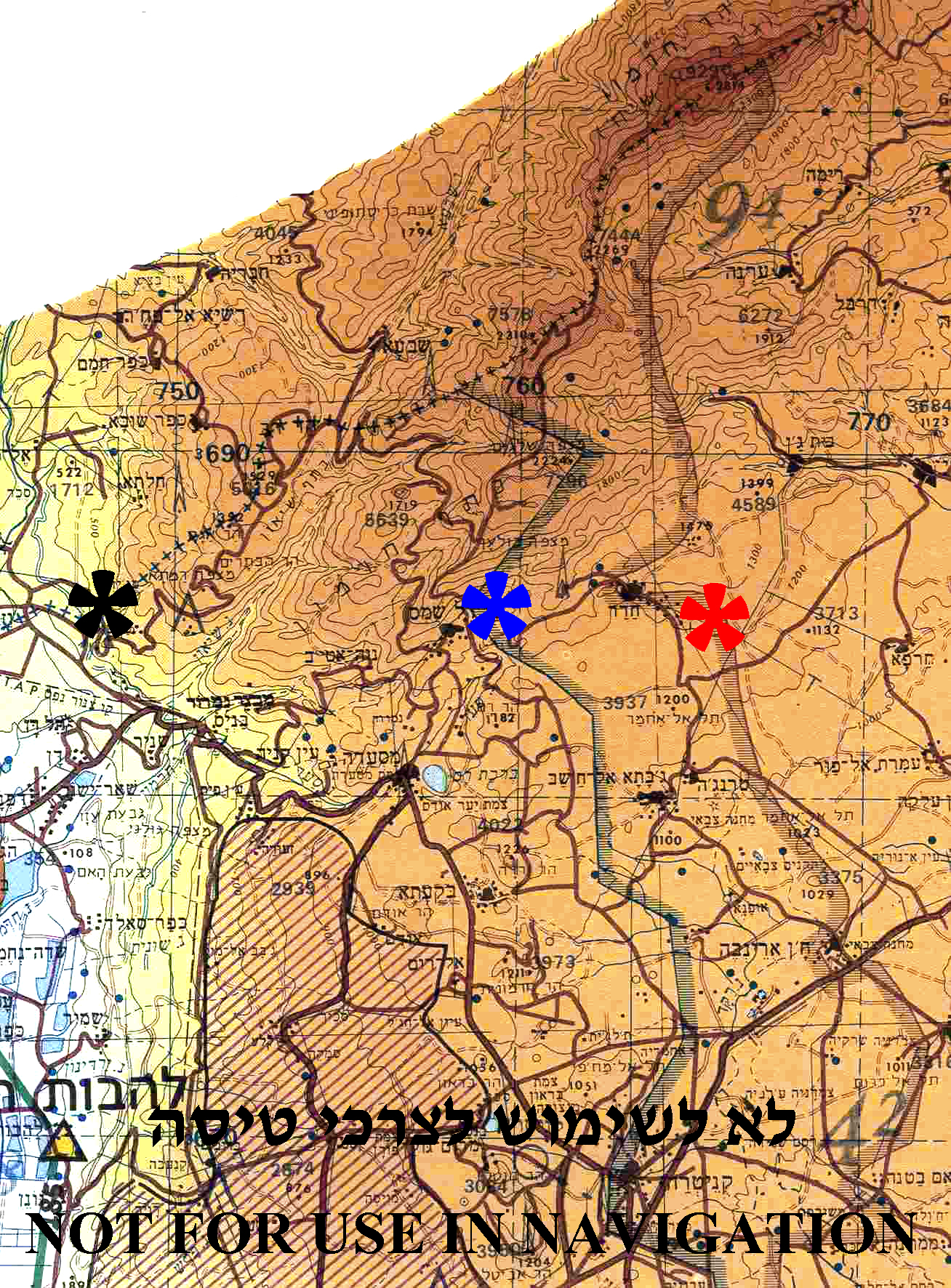
الحدود بين إسرائيل وسوريا ولبنان في منطقة جبل الشيخ. الخط (+++) بين إسرائيل ولبنان – يتميز بعلامة بالنجمة السوداء. خط فك اشتباك الجبهة الإسرائيلية مع سوريا (1974) – يتميز بعلامة النجمة الزرقاء. خط فك اشتباك الجبهة السورية مع إسرائيل (1974) – يتميز بعلامة النجمة الحمراء.

في عام 1923، أنشأ اتفاق بين المملكة المتحدة وفرنسا الحدود بين الانتداب البريطاني على فلسطين والانتداب الفرنسي على سوريا. تخلى البريطانيين عن جنوب مرتفعات الجولان للفرنسيين مقابل شمالي وادي الأردن. تم إعادة رسم الحدود بحيث أن كلا الجانبين من نهر الأردن وكامل بحيرة طبريا، بما في ذلك قطاع من 10 أمتار على طول الشاطئ الشمالي الشرقي، قد أصبحوا جزءاً من فلسطين. وضعت خط تقسيم الأمم المتحدة عام 1947 هذه المنطقة داخل الدولة اليهودية.
خلال حرب 1967، استولت إسرائيل على المنطقة، وصدت لاحقاً محاولة سورية لاستعادة السيطرة عليها خلال حرب 1973. ضمت إسرائيل مرتفعات الجولان في عام 1981 بموجب قانون مرتفعات الجولان. بدأت إسرائيل في بناء المستوطنات في جميع أنحاء مرتفعات الجولان، وعرضت الجنسية على السكان الدروز والشركس، والتي رفضها الأكثرية. واليوم، تعتبر إسرائيل مرتفعات الجولان كأراضي خاضعة لسيادتها، وضرورة إستراتيجية. يعلم الخط الأرجواني الحدود بين إسرائيل وسوريا. ضم إسرائيل الأحادي الجانب لم يعترف به دولياً، وقرار مجلس الأمن التابع للأمم المتحدة رقم 242 يشير إلى المنطقة على أنها محتلة إسرائيلياً.
خلال التسعينات، كنت هناك مفاوضات مستمرة بين إسرائيل وسوريا فيما يتعلق بوساطة في الصراعات وانسحاب إسرائيلي من مرتفعات الجولان لكن معاهدة السلام لم تأت أكلها. ويبدو أن العقبة الرئيسية تشمل 66 كيلومتراً مربعاً من الأراضي في وادي الأردن تقع غرب حدود الانتداب الفلسطيني عام 1923، ولكن استولت عليها سوريا في حرب 1948 واحتفظت بها في إطار اتفاق الهدنة مع إسرائيل عام 1949. وتدعم الدول العربية موقف سوريا في الصيغة التي تدعو إسرائيل «إلى العودة إلى حدود عام 1967».

### النزاع على مزارع شبعا
كانت كل من لبنان وسوريا ضمن أراضي الانتداب الفرنسي بين عام 1920 ونهاية الانتداب الفرنسي في عام 1946. النزاع حول السيادة على مزارع شبعا نتج جزئياً من فشل إدارات الانتداب الفرنسي، ومن ثم من فشل لبنان وسوريا في ترسيم الحدود بشكل صحيح بينهم.
وتشير وثائق من العشرينات والثلاثينات من القرن العشرين إلى أن بعض السكان المحليين كانوا يعتبرون أنفسهم كجزء من لبنان، على سبيل دفع الضرائب إلى الحكومة اللبنانية. ولكن المسؤولون الفرنسيون أعربوا في بعض الأحيان عن الالتباس فيما يتعلق بالموقع الفعلي للحدود. أعرب مسؤول فرنسي في عام 1939 عن اعتقاده بأن حالة عدم اليقين ستسبب بحكم المؤكد مشكلة في المستقبل.
ظلت المنطقة تمثل في ثلاثينات وأربعينات القرن العشرين كأرض سورية، تحت الانتداب الفرنسي. تم إنتاج خرائط مفصلة تبين الحدود من قبل الفرنسيين في عام 1933، ومرة أخرى في عام 1945. وقد بينت بوضوح أن المنطقة في سوريا.
بعد انتهاء الانتداب الفرنسي عام 1946، كانت الأرض تدار من قبل سوريا، وتمثل على هذا النحو في جميع خرائط ذلك الوقت. كما حددت خرائط اتفاق الهدنة عام 1949 بين سوريا وإسرائيل المنطقة على أنها سورية.
نشأت في بعض الأحيان نزاعات، إلا أن مزارع شبعا لم تكن فريدة من نوعها؛ كانت للعديد من القرى الحدودية الأخرى اختلافات حدودية مشابهة مقابل ملكية الأرض. شكلت سوريا ولبنان لجنة مشتركة للحدود السورية اللبنانية في أواخر خمسينات القرن العشرين لتحديد خط حدود مناسب بين الدولتين. في عام 1964، مختتمة أعمالها، اقترحت اللجنة على الحكومتين أن تعتبر المنطقة ملكاً للبنان، وأوصت بإعادة ترسيم الحدود الدولية تماشياً مع اقتراحها. ومع ذلك، لم تعتمد سوريا ولا لبنان اقتراح اللجنة، ولم تتخذ أي من البلدين أي إجراء على طول الحدود المقترحة. وهكذاً ظلت خرائط المنطقة تظهر المزارع على أنها في سوريا. حتى أن خرائط كلا الجيشين السوري واللبناني استمرت في ترسيم المنطقة داخل الأراضي السورية.
اعتبر عدد من السكان المحليين أنفسهم لبنانيين، بيد أن الحكومة اللبنانية أبدت القليل من الاهتمام بآرائهم. أدارت الحكومة السورية المنطقة، وعشية حرب 1967، كانت المنطقة تحت السيطرة السورية الفعلية.
في عام 1967، عاش معظم أصحاب الأراضي ومزارعي (اللبنانيين) مزارع شعبا خارج المنطقة الخاضعة للسيطرة السورية، عبر الحدود السورية اللبنانية، في قرية شبعا اللبنانية. وخلال حرب الأيام الستة في عام 1967، استولت إسرائيل على مرتفعات الجولان من سوريا، بما فيها منطقة مزارع شبعا. نتيجة ذلك، لم يعد ملاك الأراضي اللبنانيين قادرين على زرعها.

## الحدود مع الأردن
في عام 1988، أعلنت فلسطين استقلالها بدون تحديد حدودها. وسع الأردن من اعترافه بفلسطين وتخلى عن المطالبة بالضفة الغربية لمنظمة التحرير الفلسطينية، التي كانت قد عينت سابقاً من قبل الجامعة العربية ك«ممثل شرعي وحيد للشعب الفلسطيني».
تم توقيع معاهدة السلام الأردنية الإسرائيلية في 26 أكتوبر 1994. حلت المعاهدة قضايا إقليمية وحدودية كانت جارية منذ حرب 1948. حددت المعاهدة واعترفت بالكامل بالحدود الدولية بين الأردن وإسرائيل. عند توقيعها، عين نهري الأردن واليرموك، والبحر الميت، ووادي عربة وخليج العقبة رسمياً كمحدود بين الأردن وإسرائيل وبين الأردن والأراضي التي احتلتها إسرائيل في عام 1967. لهذه الأخيرة، يقضي الاتفاق بأن يستخدم الترسيم عرض مختلف، وأن يتضمن التحفظ التالي:
«هذا الخط عبارة عن الحد الإداري بين الأردن والمنطقة التي خضعت لسيطرة الحكم العسكري الإسرائيلي في 1967. وأي تعامل مع هذا الخط يجب ألا يكون من شأنه المساس بوضع تلك المنطقة.»
في عام 2011، قدمت فلسطين طلباً للانضمام إلى الأمم المتحدة، باستخدام حدود الإدارة العسكرية التي كانت موجودة قبل عام 1967. بما أن إسرائيل لا تعترف بدولة فلسطين، فإن حدود الأردن مع إسرائيل لا تزال غير واضحة.

## الحدود مع مصر

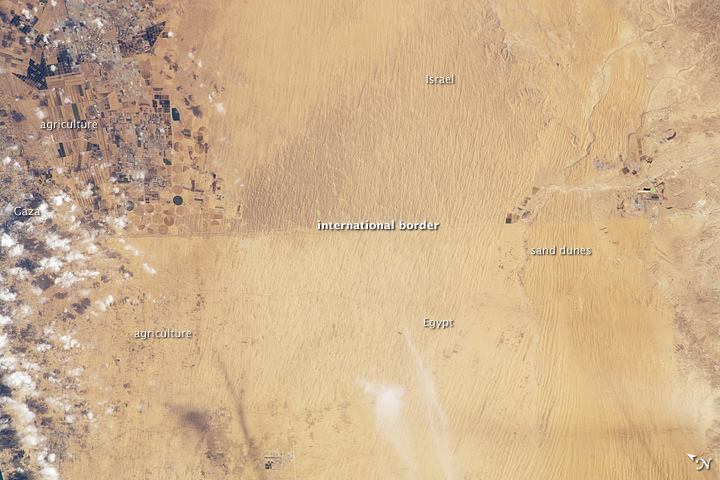
خط واضح للعيان يعلم حوالي 80 كيلومتراً (~50 ميلاً) من الحدود الدولية بين مصر وإسرائيل في هذه الصورة من محطة الفضاء الدولية. والسبب في اختلاف لون هو على الأرجح مستوى عال من الرعي من قبل البدو الذين يميلون إلى قطعان الحيوانات على الجانب المصري من الحدود

رسمت الحدود الدولية بين الدولة العثمانية ومصر المسيطر عليها من قبل بريطانيا في الاتفاقية العثمانية البريطانية المؤرخة في 1 أكتوبر 1906. بحسب الوثائق الشخصية للعقيد البريطاني ويلفيد إي. جيننغز براملي، الذي أثر على المفاوضات، فقد خدمت الحدود مصالح البريطانيين بشكل رئيسي—وأبعدت العثمانيين إلى أقصى حد ممكن عن قناة السويس، ومنحت بريطانيا سيطرة كاملة على كل من خليجي البحر الأحمر—السويس والعقبة، بما في ذلك مضيق تيران. وعندئذ لم يكن فرع العقبة من سكة حديد الحجار قد بنيت بعد، ولذلك لم يكن لدى العثمانيين وصول سهل إلى البحر الأحمر. فقد كان هناك اهتمام كذلك لدى البريطانيين في جعل الحدود قصيرة وقابلة لنشر دوريات قدر الإمكان، ولم يأخذوا في الاعتبار احتياجات السكان المحليين في المفاوضات.
تمت المصادقة على اتفاق الهدنة لعام 1949 بين إسرائيل ومصر في 24 فبراير 1949. ويتبع خط الهدنة بين البلدين الحدود الدولية باستثناء تلك التي تقع على طول قطاع غزة، الذي بقي تحت الاحتلال المصري.
معاهدة السلام الإسرائيلية المصرية، الموقعة في 26 مارس 1979، أنشئت حدود دولية رسمية معترف بها على طول خط 1906، مع تنازل مصر عن كل مطالبهم فيما يتعلق بقطاع غزة. نشأ نزاع على تعليم خط الحدود عند نقطتها في أقصى الجنوب، طابا. كانت طابا تقع على الجانب المصري من خط الهدنة لعام 1949، لكن إسرائيل زعمت أن طابا كانت تقع على الجانب العثماني من إحدى الحدود المتفق عليها بين العثمانيين ومصر البريطانيا في عام 1906، وأنه هناك خطأ قد حدث سابقاً في تعليم الخط. وقد قدمت القضية إلى لجنة دولية مؤلفة من إسرائيلي، مصري، وثلاث أجانب. في عام 1988، قضت اللجنة لصالح مصر، وانسحبت إسرائيل من طابا في وقت لاحق من ذلك العام.

## الحدود مع دولة فلسطين
في 29 نوفمبر 1947، اعتمدت الجمعية العامة للأمم المتحدة قراراً يوصي المملكة المتحدة، باعتبارها السلطة المنتدبة على فلسطين، وجميع أعضاء الأمم المتحدة اعتماد وتنفيذ، فيما يتعلق بحكومة فلسطين المستقبلية، خطة التقسيم مع الاتحاد الاقتصادي بوصفه القرار 181 (الدورة 2). أوردت الخطة اقتراحاً بإنهاء الانتداب البريطاني على فلسطين وتقسيم فلسطين إلى دولتين مستقلتين عربية ويهودية ونظام دولي خاص لمدينة القدس. المجتمع اليهودي في فلسطين الانتدابية قبل الخطة، على الرغم من هواجسها. مع وجود استثناءات قليلة، فقد رفض القادة والحكومات العربية خطة التقسيم في القرار وأشاروا إلى أنهم سيرفضون أي خطة أخرى للتقسيم. في 14 مايو 1948، قبل يوم من انتهاء الانتداب على فلسطين، أعلن، دافيد بن غوريون، نيابة عن المجتمع اليهودي، عن تأسيس دولة يهودية في أرض إسرائيل، سوف تعرف باسم دولة إسرائيل.
في اليوم التالي، سارت الجيوش العربية بقواتها إلى ما كان الانتداب البريطاني على فلسطين. حول هذا التدخل/الغزو من جانب كل الأطراف حرب التطهير العرقي لفلسطين 1947–48 إلى الحرب العربية الإسرائيلية 1948. سرعان ما انقلبت موازين المعركة ضد العرب، وقد شنت إسرائيل سلسلة من الهجومات العسكرية، موسعة إلى حد كبير من حيازاتها الإقليمية. في 22 سبتمبر 1948، خلال هدنة في الحرب، مرر مجلس الدولة المؤقت قانوناً يضم جميع الأراضي التي سيطرت عليها إسرائيل في الحرب، ومعلناً أنه منذ تلك اللحظة فصاعداً، سيتم ضم أي جزء من فلسطين يستولي عليه الجيش الإسرائيلي تلقائياً إلى إسرائيل. شهدت نهاية الحرب انعقاد مؤتمر لوزان لعام 1949. فعقب مفاوضات عربية إسرائيلية تحت إشراف دولي، جرى الاتفاق في اتفاقات الهدنة 1949 على حدود استناداً إلى خطوط وقف إطلاق النار في الحرب مع تعديلات إقليمية طفيفة، عادة ما يشار إليها بالخط الأخضر. وقد أعلن صراحة عن الخط الأخضر في اتفاقات الهدنة كخط ترسيم مؤقت، بدلاً من حدود دائمة، وأحالت اتفاقات الهدنة مسألة الحدود الدائمة إلى المفاوضات المستقبلية. المنطقة الواقعة غرب نهر الأردن أصبحت تسمى الضفة الغربية، وقد ضمها الأردن في عام 1950؛ في حين سيطرت مصر على قطاع غزة. خلال حرب الأيام الستة عام 1967، استولت إسرائيل على الضفة الغربية من الأردن، قطاع غزة وشبه جزيرة سيناء من مصر، ومرتفعات الجولان من سوريا، ووضعت هذه الأراضي تحت احتلال عسكري.
تقع إسرائيل والأراضي الفلسطينية الآن بالكامل داخل حدود الانتداب البريطاني السابق على فلسطين. وبموجب معاهدة السلام الإسرائيلية المصرية لعام 1979، تنازلت مصر عن كل مطالبها في قطاع غزة. وفي عام 1988، تنازل الأردن عن كل مطالبه في الضفة الغربية؛ وقد تم ذلك رسمياً في معاهدة السلام الأردنية الإسرائيلية لعام 1994.
الخط الأخضر هو حدود إسرائيل المتنازع عليها مع الأراضي الفلسطينية. بعد وقت قصير من حرب الأيام الستة لعام 1967، وسعت إسرائيل من حدود بلدية مدينة القدس وقامت بعدها بتطبيق قوانينها، ولايتها القضائية، وإدارتها على القدس الشرقية والمنطقة المحيطة بها. في عام 1980، مرر الكنيست قانون القدس، معلناً أن القدس هي العاصمة «الكاملة والموحدة» لإسرائيل. وقد عرضت الحكومة الإسرائيلية منح الجنسية للسكان الفلسطينيين، مع رفض معظمهم ذلك، ويعاملون اليوم كمقيمين دائمين بموجب القانون الإسرائيلي. بحسب منظمة هموكيد الحقوقية الإسرائيلية، إذا عاش هؤلاء الفلسطينيين في الخارج لمدة سبع سنوات، أو حصلوا على الجنسية أو الإقامة في أماكن أخرى، فإنهم يفقدون الإقامة الإسرائيلية.
وقد أدين الضم المزعوم للقدس الشرقية من جانب مجلس الأمن التابع للأمم المتحدة باعتباره «انتهاكاً للقاون الدولي» وأعلن أنه «باطل ولاغي» في قرار مجلس الأمن التابع للأمم المتحدة رقم 478 ولم يعترف به المجتمع الدولي؛ لا يوجد لأي دولة سفارة في القدس. وبدلاً من ذلك، تقع السفارات في تل أبيب، بينما تظل القدس مقراً للعديد من النقصليات.
حدود الدولة الفلسطينية المستقبلية، في مقابل إسرائيل، تخضع للمفاوضات الجارية في عملية السلام الإسرائيلية الفلسطينية. وقد أعلن رئس الوزراء إيهود أولمرت أن جدار إسرائيل في الضفة الغربية الذي يشمل تقريباً جميع المستوطنات الإسرائيلية، بما في ذلك جميع المدن الثلاث الرئيسية، وعدد صغير من السكان الفلسطينيين، أنه يمتد تقريباً على طول الحدود المستقبلية لإسرائيل. اقترح وزير الخارجية الإسرائيلية أفيغادور ليبرمان أن يتم إزالة المنطقة العربية الإسرائيلية المعروفة باسم المثلث من السيادة الإسرائيلية ونقلها إلى السلطة الفلسطينية، مقابل الكتل الإستيطانية الحدودية. وتطالب السلطة الفلسطينية بجميع هذه الأراضي (بما فيها القدس الشرقية) لأجل الدولة الفلسطينية مستقبلية، وتدعم موقفها الجامعة العربية في مبادرة السلام العربية 2002 والتي تدعو إلى إعادة إسرائيل «حدود 1967». في حين أن إسرائيل قد أعربت عن الرغبة في ضم الكتل الإستيطانية الحدودية والحفاظ على القدس الشرقية، فإن حدودها مع غزة قد تم ترسيخها إلى حد كبير، خاصة عقب انسحاب إسرائيل في عام 2005. لم تقم إسرائيل بالمطالبة بأي جزء من أراضي غزة وقد عرضت المنطقة بأكملها على الفلسطينيين كجزء من قمة كامب ديفيد 2000.
في الوقت نفسه، لا تزال إسرائيل تطالب بقطاع بسيط على الحدود بين الضفة الغربية والأردن، وبين غزة ومصر كحدود لها مع تلك الدول. ويعتبر ذلك أداة قانونية لتمكين إسرائيل من السيطرة على دخول الأشخاص والمواد إلى الأراضي الفلسطينية.